# Kenji Kawai
Kenji Kawai (jap. 川井憲次 Kawai Kenji; ur. 23 kwietnia 1957 w dzielnicy Shinagawa w Tokio) – japoński kompozytor, tworzy muzykę do filmów, anime, telewizji i gier komputerowych. Tworzył muzykę do filmów Mamoru Oshii, m.in. Ghost in the Shell i Avalon oraz filmów Hideo Nakaty takich jak Ring, Ring 2, Dark Water i najnowszego Kaidan.

## Życiorys
Po przerwaniu studiów na Tokai University (Energetyka jądrowa), Kenji Kawai rozpoczął studia muzyczne w Shobi Music Academy, jednak zrezygnował z nich zaledwie po pół roku nauki. Wtedy wraz z przyjaciółmi założył zespół Muse, zajmujący się fusion rockiem w celu wzięcia udziału w konkursie. Po zdobyciu nagrody grupa była gotowa wejść do przemysłu muzycznego, lecz członkowie zespołu zdecydowali się pójść własnymi ścieżkami.

Po rozpadzie Muse Kenji Kawai zaczął komponować muzykę do reklam telewizyjnych w swoim domowym studio. Podczas nagrywania muzyki dla aktora radiowego Yuji Mitsuya poznał reżysera muzycznego Naoko Asari, która poradziła mu komponowanie muzyki do filmów anime. Mieliśmy okazję posłuchać jego kompozycji między innymi w Ranma ½, Ghost in the Shell (wydanym w Polsce przez magazyn Kino Domowe) czy obecnie w bijącym rekordy popularności Death Note.
Po sukcesie jaki odniósł jako twórca muzyki do filmów animowanych, przyszedł czas na filmy fabularne. Stworzył on między innymi muzykę do horrorów: The Ring 1, The Ring 2 oraz The Ring 0 (wer. japońskie), Dark Water, filmu science-fiction koprodukcji polsko-japońskiej Avalon czy chińskiego filmu Seven Swords.
Często współpracuje z reżyserem Mamoru Oshii (oboje są członkami Headgear) oraz Hideo Nakata.
Najnowszym filmem z jego muzyką jest powstały w 2007 roku film Hideo Nakaty „Kaidan”.
Twórczość Kenji Kawai została wyróżniona nagrodą Annie oraz Hong Kong Film Award
Za muzykę do Inosensu: Kôkaku kidôtai (Ghost in The Shell 2: Innocence) został w 2005 roku nominowany do nagrody Annie.
Za muzykę do Chat gim oraz Muk gong został w odpowiednio: 2006 oraz 2007 roku nominowany do Hong Kong Film Award.

## Najbardziej znane utwory
Najchętniej kupowane albumy Kenji Kawai według last.fm:
1. The Irresponsible Captain Tylor Ova Soundtrack:

| Nr. | Tytuł                                 | Czas trwania |
| --- | ------------------------------------- | ------------ |
| 1.  | Prologue...Distant Feelings           | 0:59         |
| 2.  | To Wide Open Space...                 | 1:20         |
| 3.  | Emergency On The Frontier             | 1:30         |
| 4.  | A Scheme Like Fire                    | 0:39         |
| 5.  | The Name Is Project R                 | 2:42         |
| 6.  | The Type Who’s Always on the Scene    | 1:49         |
| 7.  | The Soldiers’ Hangout                 | 2:34         |
| 8.  | The School Of Brains And Brawn        | 0:33         |
| 9.  | A Private Inquiry                     | 0:08         |
| 10. | A Soldier With A Special Duty         | 0:50         |
| 11. | What And Why?                         | 0:49         |
| 12. | Subject Of Analysis                   | 1:22         |
| 13. | Official Inquiry                      | 0:20         |
| 14. | An Unforeseen Situation               | 1:23         |
| 15. | What And Why, Redux                   | 0:51         |
| 16. | Emergency Measures                    | 2:37         |
| 17. | Surprise!                             | 0:07         |
| 18. | Scattered Cherry Blossoms             | 1:59         |
| 19. | The Red Flash                         | 2:19         |
| 20. | In My Name...                         | 1:18         |
| 21. | My Name Is „Captain”                  | 1:24         |
| 22. | A Man’s Concrete Ambitions            | 2:20         |
| 23. | A Character Proposal                  | 0:12         |
| 24. | The Breath Of Storm Clouds            | 1:34         |
| 25. | The War They Call Peace               | 2:45         |
| 26. | A Clear Secret                        | 0:50         |
| 27. | The Subjects’ Doubts                  | 1:07         |
| 28. | Traces Of The Formless                | 0:53         |
| 29. | Sentenced To Be Scrapped              | 1:08         |
| 30. | Inevitable War                        | 1:27         |
| 31. | Deepening Bonds                       | 1:21         |
| 32. | Various Battles                       | 0:38         |
| 33. | Ranpu Vs. Bahamut                     | 0:41         |
| 34. | Payment For Treason                   | 0:44         |
| 35. | The Final Voyage                      | 1:37         |
| 36. | True Peace                            | 0:49         |
| 37. | The Destruction Of The Soyozake       | 1:06         |
| 38. | From Here To Eternity                 | 2:58         |
| 39. | Epilogue...Definite Feelings          | 1:11         |
| 40. | I’ll Always Be Looking At You – Remix | 4:54         |

2. Ghost in the Shell:

| Nr. | Tytuł                                | Czas trwania |
| --- | ------------------------------------ | ------------ |
| 1.  | M01 謡I-Making of Cyborg             | 4:29         |
| 2.  | M02 Ghosthack                        | 5:15         |
| 3.  | M03 Puppetmaster                     | 4:22         |
| 4.  | M04 Virtual Crime                    | 2:42         |
| 5.  | M05 謡II-Ghost City                  | 3:36         |
| 6.  | M06 Access                           | 3:17         |
| 7.  | M07 Nightstalker                     | 1:45         |
| 8.  | M08 Floating Museum                  | 5:05         |
| 9.  | M09 Ghostdive                        | 5:53         |
| 10. | M10 謡III-Reincarnation              | 5:44         |
| 11. | (Utwór dodatkowy) 挿入歌 毎天見一見! | 3:26         |

Najchętniej słuchane utwory Kenji Kawai według last.fm:

| Nr. | Tytuł                                | Album                           |
| --- | ------------------------------------ | ------------------------------- |
| 1.  | Dungeon                              | Innocence: Ghost in the Shell 2 |
| 2.  | Attack the Wakabayashi               | Innocence: Ghost in the Shell 2 |
| 3.  | Kugutsuuta ura mite chiru            | Innocence: Ghost in the Shell 2 |
| 4.  | Nightstalker                         | Ghost in the Shell              |
| 5.  | Tohokami emi tame                    | Innocence: Ghost in the Shell 2 |
| 6.  | Floating Museum                      | Ghost in the Shell              |
| 7.  | Etorofu                              | Innocence: Ghost in the Shell 2 |
| 8.  | The doll house I                     | Innocence: Ghost in the Shell 2 |
| 9.  | Kugutsuuta aratayo ni kamutsudo hite | Innocence: Ghost in the Shell 2 |
| 10. | The doll house II                    | Innocence: Ghost in the Shell 2 |

## Opis wybranych albumów
Ghost in The Shell:

W 1995 roku Ghost in the Shell wszedł na ekrany kin. Ogromny sukces filmu oraz liczne próby naśladownictwa (m.in. Matrix) to również efekt muzyki, połączenie japońskich chórów śpiewających fragmenty modlitwy shintō (too kami emi tame) oraz japońskie bębny taiko. Kolejne utwory to w większości utwory instrumentalne, spokojne, z przewagą bębnów. Jako bonus, na płycie została również umieszczona piosenka pop „See You Everyday” w języku kantońskim w wykonaniu Fang Ka Wing, której wesoły klimat zdecydowanie odbiega od pozostałych utworów.
Avalon:

Muzyka do filmu Avalon to utwory śpiewane wyłącznie w języku polskim, opowiadające historię mitycznej krainy Avalon. Utwory wykonane zostały przez polską Orkiestrę Filharmonii Narodowej, Chór Filharmonii Narodowej, a partie solowe przez śpiewaczkę operową Elżbietę Towarnicką. Pojawiają się tu utwory zdecydowanie wprawiające w radosny nastrój, jak choćby Log in (Życie jest wspaniałą przygodą) czy Voyage to Avalon, ale również tradycyjne już utwory instrumentalne z wykorzystaniem bębnów i muzyki elektronicznej.
Ghost in the shell – Innocence:

Muzyka do drugiej części filmu Ghost in the shell wykorzystuje temat przewodni z pierwszej części w trochę nowej aranżacji. Utwory są bardziej dynamiczne i żywe, pojawia się więcej bębnów, nadając utworom zupełnie nowe brzmienie i klimat. Dodatkowo zawarte są tu dwa zupełnie nowe utwory (The Doll House, The Doll House 2) oraz dwie piosenki wykonane przez słynną wokalistkę jazzową Kimiko Ito (Follow me, River of Crystals).
Vampire Princess Miyu – TV OST

Płyta zawiera 34 utwory w niezwykłym klimacie. Opening dla serii telewizyjnej – Shinma no Kodou wprowadza nas w ten klimat przy pomocy fletów, żeńskich chórów oraz fortepianu. Wokale wykonywane są przez panie Kasahara Hiroko(Aitai), Nagasawa Miki(Manmaru Temari Uta – śpiewana razem z dziećmi) oraz Suzuki Saeko (ending Miyu Yachiyo z fletem i fortepianem). Oprócz tego wiele utworów oddających klimat scen walki ze skrzypcami, fortepianem i gdzieniegdzie bębnami.

## Lista utworów[3]

### Lata 1985–1990
| Rok   | Tytuł                                                                      | Gatunek  |
| ----- | -------------------------------------------------------------------------- | -------- |
| 1986. | Maison Ikkoku (jap. めぞん一刻 Mezon Ikkoku)                               | seria TV |
| 1987. | 地獄の番犬：赤い目がね (Akai Megane, The Red Spectacles, Czerwone Okulary) | OAV      |
| 1987. | デビルマン (Devilman – The Birth)                                          | OAV      |
| 1988. | 機動警察パトレイバ– (Mobile Police Patlabor)                               | OAV      |
| 1988. | Vampire Princess Miyu (jap. 吸血姫美夕 Vanpaia Miyu)                       | OAV      |
| 1989. | 機動警察パトレイバ– (Mobile Police Patlabor)                               | seria TV |
| 1989. | Ranma ½ (jap. らんま1/2 Ranma nibun no ichi)                               | seria TV |
| 1989. | 機動警察パトレイバ– 劇場版 (Mobile Police Patlabor: The Movie)             | film     |
| 1989. | Ranma ½ Nettōhen (jap. らんま ⁠1/2⁠ 熱闘編)                                  | seria TV |
| 1990. | デビルマン (Devilman – The Demon Bird)                                     | OAV      |
| 1990. | プロジェケトA子 (Project A-ko)                                             | OAV      |

### Lata 1991–2000
| Rok   | Tytuł                                                                                       | Gatunek                |
| ----- | ------------------------------------------------------------------------------------------- | ---------------------- |
| 1991. | バ–ンナップ (Burn up!)                                                                      | OAV                    |
| 1991. | ミカドロイド (Mikadroid: Robokill Beneath Disco Club Layla)                                 | film                   |
| 1991. | らんま 1/2 中国寝崑崙大決戦! 掟やぶりの激闘編!! (Ranma 1/2: Big Trouble in Nekonron, China) | OAV                    |
| 1991. | 人魚の森 (Mermaid Forest)                                                                   | OAV                    |
| 1991. | 地獄の番犬: ケルベロス (Stray Dog: Kerberos Panzer Cops)                                    | film                   |
| 1991. | 魔獣戦士ルナ・ヴァルガ– (Demon Warrior Luna Varga)                                          | OAV                    |
| 1992. | ト–キング・ヘッド (Talking Head)                                                            | film                   |
| 1992. | 姫ちゃんのリボン (Hime-chan's Ribbon)                                                       | seria tv               |
| 1993. | らんま1/2 OVA (Ranma OVA)                                                                   | OAV                    |
| 1993. | 無責任艦長タイラ– (Irresponsible Captain Tylor)                                             | OAV                    |
| 1993. | 機動警察パトレイバ–2 the Movie (Mobile Police Patlabor 2: The Movie)                        | film                   |
| 1994. | ブル–シ–ド (Blue Seed)                                                                      | seria tv               |
| 1994. | 戦え!! イクサ–1 (Fight!! Iczer-1)                                                           | OAV                    |
| 1995. | プリンセス ミネルバ (Princess Minerva)                                                      | OAV                    |
| 1995. | 攻殻機動隊 (GITS, Ghost in The Shell, Duch w Pancerzu)                                      | film                   |
| 1996. | 爆れつハンタ– (Sorcerer Hunters)                                                            | seria tv               |
| 1996. | 爆れつハンタ– (Baby and Me)                                                                 | seria tv               |
| 1997. | はいぱ–ぽりす (Hyper Police)                                                                | seria tv               |
| 1997. | 吸血姫美夕 (Vampire Princess Miyu, Wampirza Księżniczka Miyu)                               | seria tv               |
| 1998. | リング (Ringu, The Ring)                                                                    | film, reż Hideo Nakata |
| 1999. | 逮捕しちゃうぞ the MOVIE (You’re Under Arrest! The Movie)                                   | film                   |
| 1999. | カオス (Chaos)                                                                              | film, reż Hideo Nakata |
| 1999. | リング2 (Ringu 2, The Ring 2)                                                               | film, reż Hideo Nakata |
| 1999. | 地球防衛企業ダイ・ガ–ド (Dai-Guard)                                                         | film                   |
| 2000. | サディスティック＆マゾヒスティック (Sadistic and Masochistic)                               | film, reż Hideo Nakata |
| 2000. | ガラスの脳 (Sleeping Bride)                                                                 | film, reż Hideo Nakata |

### Lata 2001–2010
| Rok   | Tytuł                                                                                     | Gatunek                      |
| ----- | ----------------------------------------------------------------------------------------- | ---------------------------- |
| 2001. | ガイスタ–ズ (Geisters – Fractions of Earth)                                               | seria tv                     |
| 2001. | アヴァロン (Avalon)                                                                       | film, reż Mamoru Oshii       |
| 2001. | UNLOVED                                                                                   | film, reż Kunitoshi Manda    |
| 2001. | 新白雪姫伝説プリ–ティア (New Snow White's Legend Pretear)                                 | film                         |
| 2002. | ダ–ク・ウォ–タ– (Dark Water)                                                              | film, reż Hideo Nakata       |
| 2002. | パトレイバ– WXIII (Patlabor WXIII, Wasted 13: Patlabor the Movie 3)                       | film                         |
| 2002. | Le Samouraï (Samurai, Samuraj)                                                            | film, reż Giordano Gederlini |
| 2002. | Bloody Mallory                                                                            | film, reż Julien Magnat      |
| 2003. | ガンパレ–ド・マ–チ -新たなる行軍歌 (Gunparade March)                                      | seria tv                     |
| 2004. | 跋扈妖怪传之牙吉 (Kibakichi: Bakko yokaiden)                                              | film, reż Tomo-O Haraguchi   |
| 2004. | 跋扈妖怪传之牙吉2 (Kibakichi: Bakko yokaiden 2)                                           | film, reż Tomo-O Haraguchi   |
| 2004. | イノセンス (Ghost in The Shell 2: INNOCENCE)                                              | film                         |
| 2004. | ウルトラマンネクサス (Ultraman Nexus)                                                     | seria tv                     |
| 2005. | スタ–シップ・オペレ–タ–ズ (Starship Operators)                                            | seria tv                     |
| 2005. | MAKOTO                                                                                    | film, reż Ryoichi Kimizuka   |
| 2005. | めざめの方舟 (Open Your Mind)                                                             | film, reż Mamoru Oshii       |
| 2005. | Namgeuk-ilgi (Antarctic Journal)                                                          | film, reż Yim Pil-sung       |
| 2005. | 七劍(Qī Jian, Seven Swords)                                                               | film, reż Tsui Hark          |
| 2005. | 輪廻 (Rinne, Reincarnation)                                                               | film, reż Takashi Shimizu    |
| 2005. | 奇谈 (Kidan)                                                                              | film, reż Takashi Komatsu    |
| 2006. | フェイト/ステイナイト (Fate/Stay Night)                                                   | seria tv                     |
| 2006. | 立喰師列伝 (Amazing Lives of the Fast Food Grifters) – muzyka oraz pierwsza rola aktorska | film, reż Mamoru Oshii       |
| 2006. | デスノ–ト (Death Note)                                                                    | seria tv                     |
| 2006. | 龍虎門 (Dragon Tiger Gate)                                                                | film, reż Wilson Yip         |
| 2006. | Trapped Ashes                                                                             | film, reż Sean S. Cunningham |
| 2006. | Death Note: The Last Name                                                                 | film                         |
| 2006. | 墨攻(Mo Gōng, A Battle of Wits)                                                           | film, reż Zhang Zhiliang     |
| 2007. | 怪谈 (Kaidan)                                                                             | film, reż Hideo Nakata       |
| 2007. | Seirei no moribito                                                                        | seria tv                     |
| 2007. | Higurashi no naku koro ni: Kai                                                            | seria tv                     |
| 2008. | L: Change the World                                                                       | film                         |
| 2008. | Higurashi no naku koro ni                                                                 | film                         |
| 2008. | Kôkaku kidôtai 2.0                                                                        | film                         |
| 2008. | Sukai kurora                                                                              | film                         |
| 2008. | Orochi                                                                                    | film                         |
| 2008. | Kiru                                                                                      | film                         |
| 2008. | Sakura no sono                                                                            | film                         |
| 2008. | Nanase futatabi                                                                           | seria tv                     |
| 2008. | Sakura no sono                                                                            | film                         |
| 2008. | Yip Man                                                                                   | film                         |
| 2009. | Noma Dojo – For the 21st Century Samurai                                                  | film                         |
| 2009. | Kidô Senshi Gundam 00                                                                     | seria tv                     |
| 2009. | Rain Fall                                                                                 | film                         |
| 2009. | Higurashi no naku koro ni Rei: Hajisarashi hen                                            | film                         |
| 2009. | Hariuddo kantoku-gaku nyûmon                                                              | film                         |
| 2009. | Higurashi no naku koro ni Rei: Saikoroshi hen Sono ichi                                   | film                         |
| 2009. | Higashi no Eden                                                                           | seria tv                     |
| 2009. | Higurashi no naku koro ni: Chikai                                                         | film                         |
| 2009. | Higurashi no naku koro ni Rei: Saikoroshi hen Sono ni                                     | film                         |
| 2009. | Higurashi no naku koro ni Rei: Saikoroshi hen Sono san                                    | film                         |
| 2009. | Higurashi no naku koro ni Rei: Hirukowashi hen                                            | film                         |
| 2009. | Samayou yaiba                                                                             | film                         |
| 2009. | Apocalypse – La 2e Guerre mondiale                                                        | seria tv                     |
| 2009. | Higashi no Eden Gekijoban I: The King of Eden                                             | film                         |
| 2009. | Asaruto gâruzu                                                                            | film                         |
| 2010. | Gekijouban Fate/Stay Night: Unlimited Blade Works                                         | film                         |
| 2010. | Higashi no Eden Gekijôban II: Paradise Lost                                               | film                         |
| 2010. | Yip Man 2                                                                                 | film                         |
| 2010. | Pokój na czacie                                                                           | film                         |
| 2010. | Inshite miru: 7-kakan no desu gêmu                                                        | film                         |
| 2010. | Gekijouban Kidou senshi Gandamu 00: A wakening of the trailblazer                         | film                         |

### Lata 2011-obecnie
| Rok   | Tytuł                 | Gatunek |
| ----- | --------------------- | ------- |
| 2011. | Xi AVANT              | film    |
| 2011. | Gantz                 | film    |
| 2011. | Gantz: Perfect Answer | film    |
| 2011. | Koszmary              | film    |